# Amaque
Amaque es una localidad de México localizada en el municipio de Mineral de la Reforma en el estado de Hidalgo. La localidad se encuentra conurbada a la ciudad de Pachuca de Soto.

## Toponimia
Del náhuatl, Amatl, amate, quemi, llevar vestido: “Llevar vestido de amate”.

## Geografía
Se encuentra en la región geográfica de la Comarca Minera. Le corresponden las coordenadas geográficas 20° 04’ 30.323” de latitud norte y 98° 40’ 20.808” de longitud oeste, con una altitud de 2446 m s. n. m. Cuenta con un clima semiseco templado.
En cuanto a fisiografía se encuentra en la provincia del Eje Neovolcanico, dentro de la subprovincia de Lagos y volcanes de Anáhuac; su terreno es de lomerío. En lo que respecta a la hidrografía se encuentra posicionado en la región del Pánuco, dentro de la cuenca del río Moctezuma, y en la subcuenca del río Tezontepec.

## Demografía
En 2020 registró una población de 764 personas, lo que corresponde al 0.38 % de la población municipal. De los cuales 370 son hombres y 394 son mujeres. La localidad pertenece a la zona Metropolitana de Pachuca.
| Gráfica de evolución demográfica de Amaque entre 1910 y 2020                                 |
|                                                                                              |
| Población de los censos y conteos del Instituto Nacional de Estadística y Geografía (INEGI). |